# Traumatismo cardíaco
São traumatismos cardíacos quaisquer injúrias traumáticas ao coração.

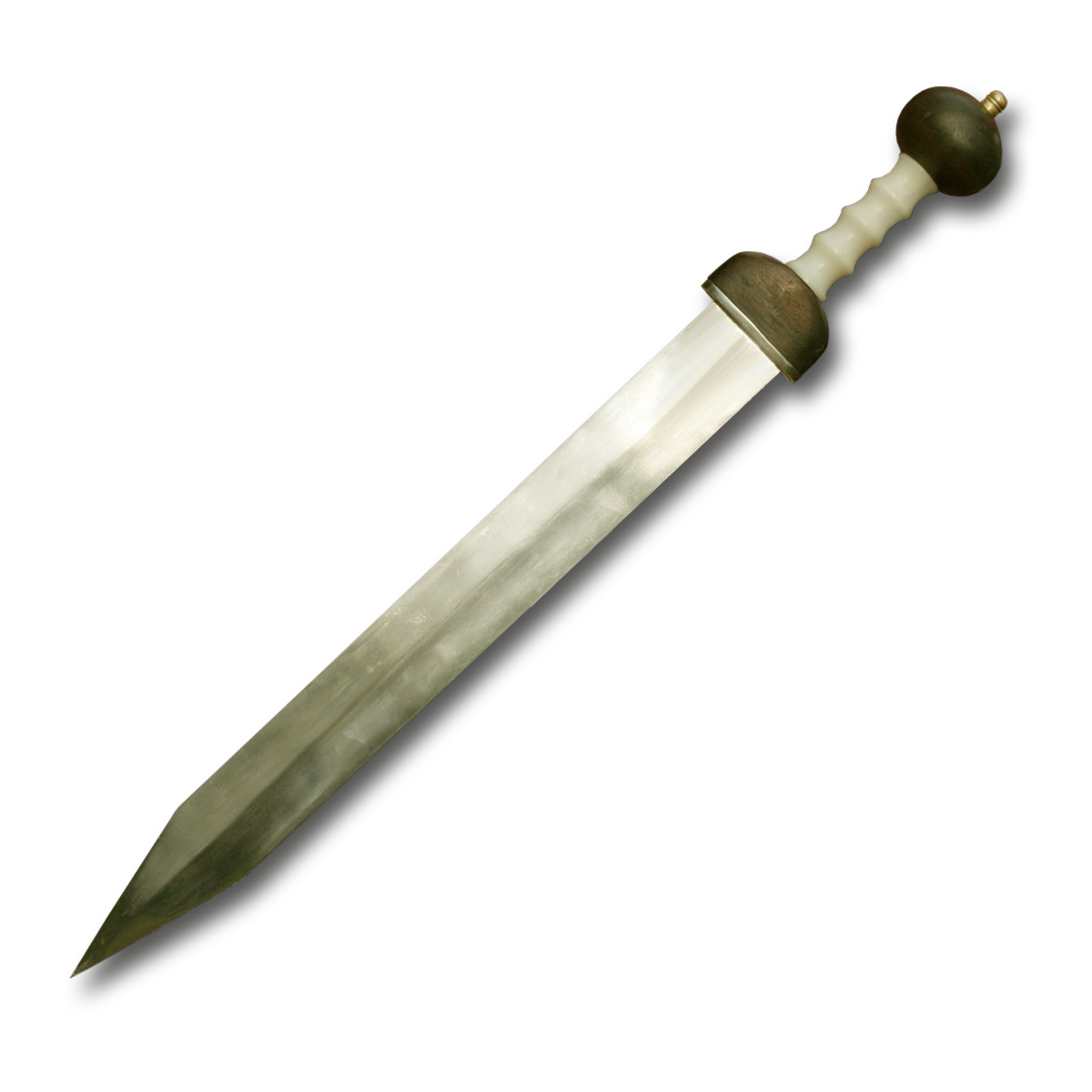
Nas contendas com arma branca, o coração era alvo prioritário

## Tipos
Os traumatismos ao coração podem ser do tipo penetrante ou não penetrante. 

### Traumatismos penetrantes
São aqueles onde há ruptura da pele e entrada do agente agressor diretamente em contato com o coração. São exemplos:
- Ferimentos por arma branca, como facas.
- Ferimentos por arma de fogo, como um tiro de revolver.
- Acidentes, como empalamento em cercas ou em ferragens de acidentes automobilísticos.

### Traumatismos não penetrantes

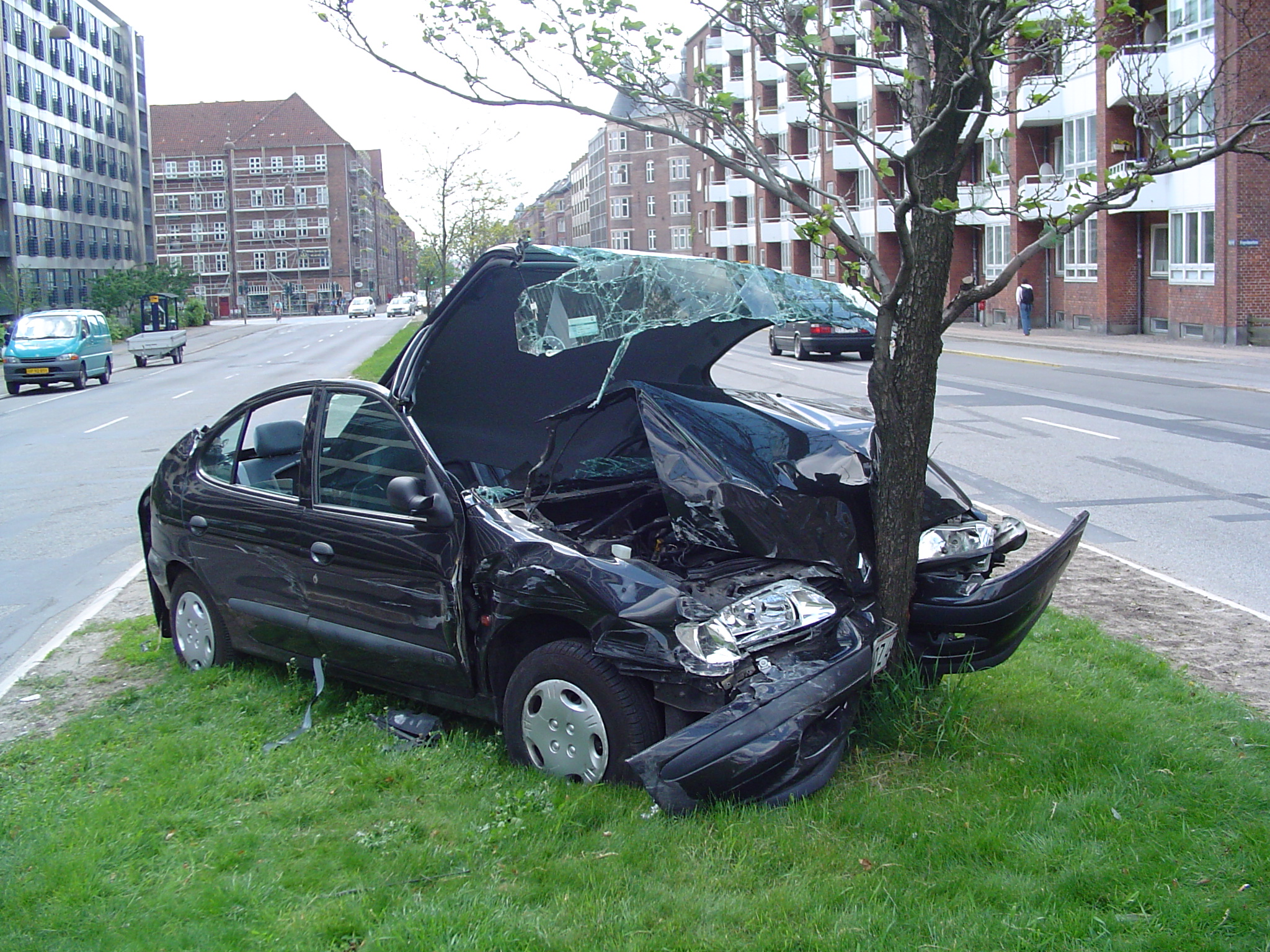
Acidentes de carro são causas comuns de traumatismos cardíacos

Também chamados de contusões, ocorrem quando o agente agressor não provoca ruptura de pele, mas a energia mecânica se transmite diretamente ao coração ou a alguma estrutura torácica, como uma costela. São exemplos:
- Traumatismo por cinto de segurança ou Air-bag, num acidente automobilístico.
- Atropelamento.
- Queda de nível.
- Explosões.
- Fraturas de costela ou de esterno.

### Outros traumatismos
Outras situações possíveis são:
- Choque elétrico.
- Queimadura.
- Radiações.

## Apresentação clínica
São naturalmente dependentes do tipo de agressão e do grau de acometimento do coração.
- Lesões importantes podem provocar uma parada cardíaca quase instantânea, com morte imediata.
- Lesões menores podem não apresentar outros sintomas além de dor local e pequenas alterações nos exames laboratoriais.
- Entre estes dois extremos uma miríade de situações podem ocorrer.

Além da História clínica e do Exame físico, os exames complementares mais comumente utilizados são a Ecocardiografia, a Radiografia de tórax e a dosagem de Enzimas cardíacas.

## Tratamento
O tratamento igualmente depende do tipo e da extensão do trauma.

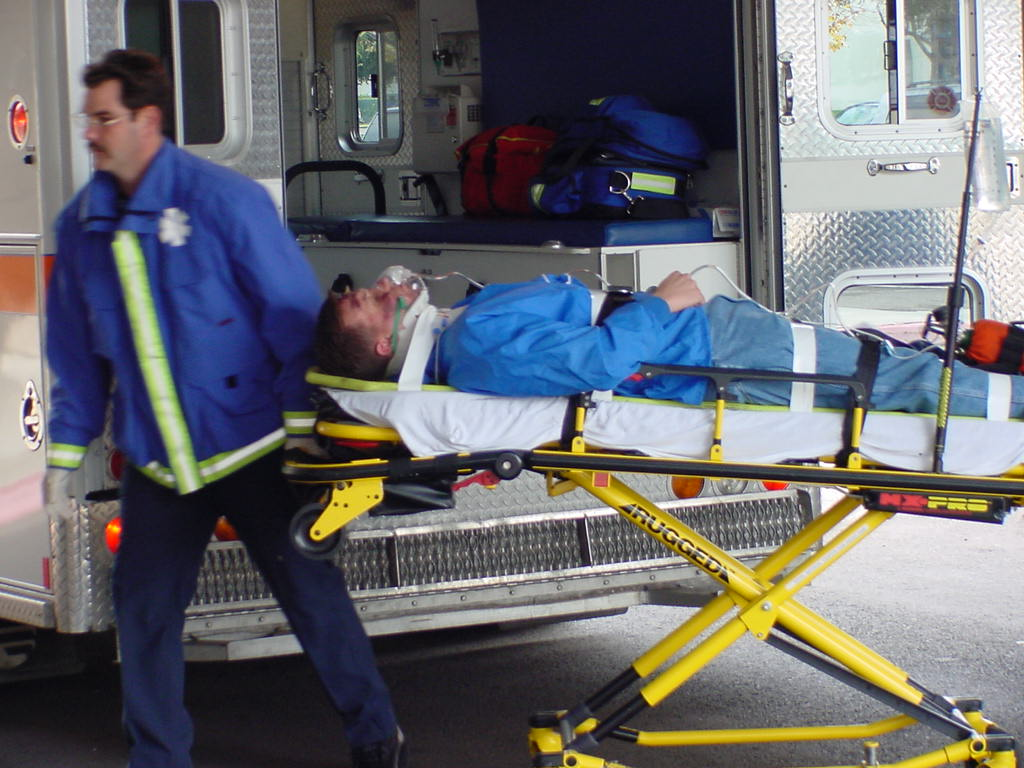
A agilidade no atendimento é fundamental no sucesso.

- Na suspeita de traumatismo cardíaco, o acidentado deve ser prontamente atendido por pessoal especializado. No primeiro atendimento a prioridade é manter a circulação do sangue, procurando impedir hemorragias catastróficas.

Em especial em situações de empalamento ou ferimentos onde a arma permanece no coração, não se recomenda a retirada do instrumento agressor. Ao retirar uma eventual faca cravada no coração, se abriria um caminho para a hemorragia. Mantendo a faca no local e tentando rapidamente  transportar o indivíduo, são maiores as chances de sucesso. O mesmo raciocínio serve para uma estaca de cerca de madeira ou ferragem de carro.
- O tratamento definitivo, quando possível, é a abertura do tórax (toracotomia) e a sutura do coração (cardiorrafia).
- O tratamento coadjuvante visa a manutenção das condições gerais do organismo, para que haja  tempo suficiente para a recuperação do trauma.